# Лейф Нільсен
Лейф Нільсен (дан. Leif Nielsen, нар. 28 травня 1942, Копенгаген) — данський футболіст, що грав на позиції воротаря. Футболіст року в Данії (1966). По завершенні ігрової кар'єри — тренер.

## Клубна кар'єра
У дорослому футболі дебютував 1960 року виступами за команду клубу «Фрем», в якій провів сім сезонів, взявши участь у 164 матчах чемпіонату. Більшість часу, проведеного у складі «Фрема», був основним голкіпером команди.
У сезоні 1968 року грав за американський «Х'юстон Старз», зігравши у 30 матчах НАСЛ, після чого клуб було розпущено, а воротар перейшов у шотландський «Грінок Мортон», де грав до 1971 року.

## Виступи за збірну
Не маючи у своєму активі жодного матчу за національну збірну Данії, він став учасником чемпіонату Європи 1964 року у Іспанії, де дебютував за збірну, зігравши 17 червня 1964 року в матчі півфіналу проти СРСР (0:3). Після цього Нільсен зіграв і в програному матчі за 3-тє місце з Угорщиною (1:3), зайнявши з командою останнє четверте місце на турнірі.
Всього протягом кар'єри у національній команді, яка тривала 4 роки, провів у формі головної команди країни 28 матчів.

## Кар'єра тренера
У 1978–1979 роках очоливав тренерський штаб клубу «Бреншей».

## Титули і досягнення
- Чемпіон Шотландії (1):

Селтік: 1971-72
- Володар Кубка Шотландії (1):

Селтік: 1971-72
- Найкращий бомбардир Чемпіонату Данії (1):

Фрем: 1967